# State of the Union address
State of the Union address er en årlig tale, den amerikanske præsident holder for USAs Kongres. I talen, der typisk holdes i januar, kommer præsidenten med sit bud på nationens tilstand, samt hvilke tiltag han vil lave det år. En State of the Union Address er krævet af USA's forfatning, da det hedder: "[Præsidenten] skal fra tid til anden give kongressen information om nationens tilstand, og anbefale til deres overvejelse sådanne tiltag, som han skønner nødvendige og påkrævede." (Engelsk:"[The President] shall from time to time give to Congress information of the State of the Union and recommend to their Consideration such measures as he shall judge necessary and expedient.") 
Talen blev første gang holdt i 1790 af George Washington, men fra 1801 til 1912 blev talen ikke afholdt, og kongressen blev i stedet informeret om nationens tilstand på skrift. I 1913 begyndte Woodrow Wilson dog at holde tale igen. Så sent som 1981 valgte Jimmy Carter at informere om nationens tilstand på skrift i stedet for at holde en tale. 
Talen varer normalt lidt mere end en time, og under talen afbrydes præsidenten gang på gang af bifald fra kongressen. 
- Wikimedia Commons har flere filer relateret til State of the Union address